# Lixing-lès-Rouhling
Lixing-lès-Rouhling è un comune francese di 944 abitanti situato nel dipartimento della Mosella nella regione del Grand Est.

## Società

### Evoluzione demografica
Abitanti censiti